# 1982 w polityce

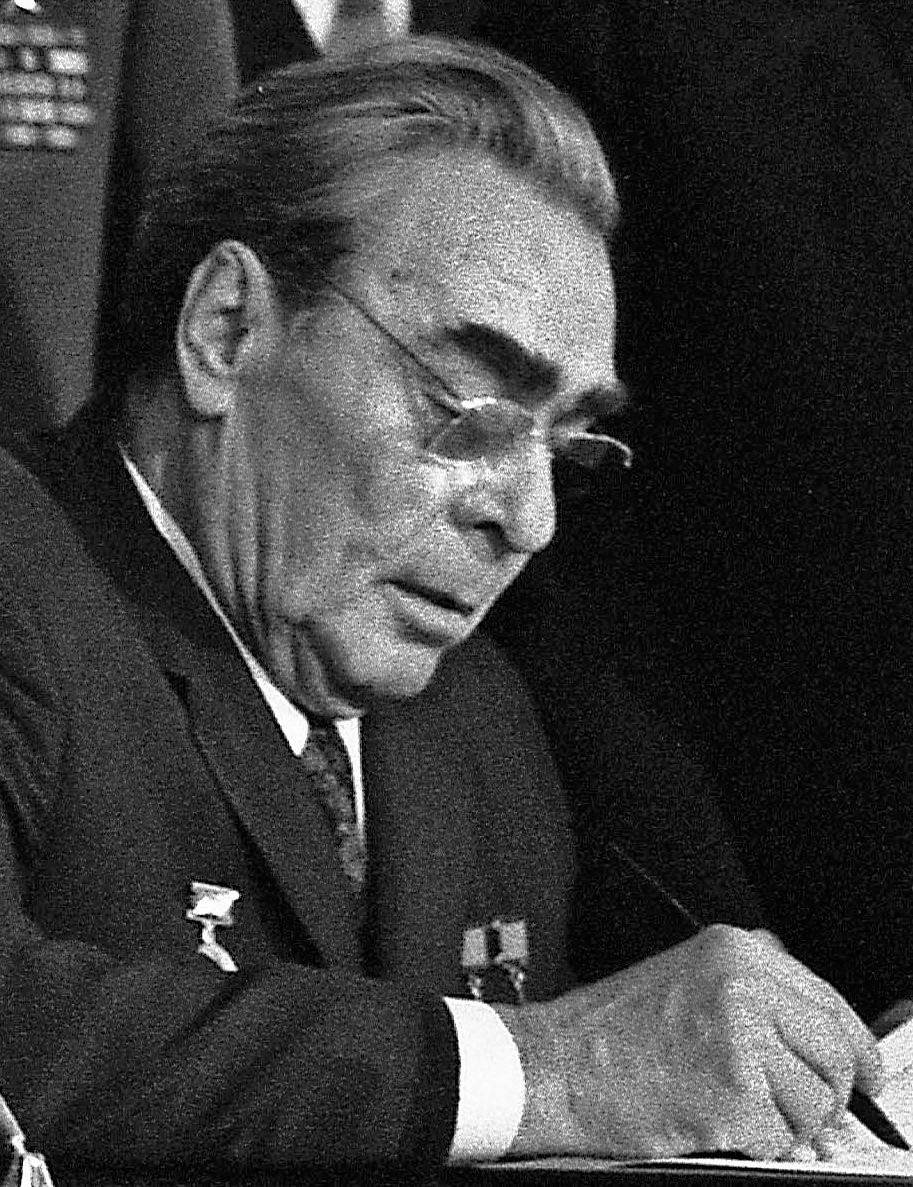
Leonid Breżniew

Wydarzenia polityczne w 1982 roku.

## Styczeń
- 2 stycznia – zmarł górnik Joachim Gnida, ranny podczas pacyfikacji kopalni „Wujek”[1].
- 5 stycznia – rozwiązano Niezależne Zrzeszenie Studentów[2].
- 26 stycznia – Mauno Koivisto został prezydentem Finlandii[3].

## Marzec
- 20 marca – generał Mieczysław Dębicki rozwiązał Stowarzyszenie Dziennikarzy Polskich[2].

## Kwiecień
- 2 kwietnia – przywódca argentyńskiej junty ogłosił przyłączenie Falklandów do Argentyny. Początek wojny falklandzkiej[2].
- 22 kwietnia – ukonstytuowała się centralna struktura podziemnej „Solidarności” – Tymczasowa Komisja Koordynacyjna[2].

## Maj
- 1 maja – rozpoczęły się działania wojenne na Falklandach[2].

## Czerwiec
- 14 czerwca – dowódca wojsk argentyńskich na Falklandach generał Mario Menendez ogłosił kapitulację. Wyspy wróciły do Wielkiej Brytanii[2].
- 17 czerwca – prezydent Argentyny generał Leopoldo Galtieri podał się do dymisji. Nowym prezydentem został generał Reynaldo Bignone[2].
- We Wrocławiu Kornel Morawiecki powołał Solidarność Walczącą, organizację odrzucającą jakąkolwiek formę współpracy z władzami[2].

## Lipiec
- 16 lipca – George P. Shultz został sekretarzem stanu USA[4].
- 20 lipca – powołano Patriotyczny Ruch Odrodzenia Narodowego[2].

## Listopad
- 10 listopada – zmarł Leonid Breżniew, radziecki przywódca[5].
- 12 listopada – nowym sekretarzem generalnym KC KPZR został Jurij Andropow[2].

## Grudzień
- 10 grudnia – Pokojową Nagrodę Nobla otrzymali Alfonso Robles i Alva Myrdal[2].
- 19 grudnia – Rada Państwa podjęła uchwałę o zawieszeniu stanu wojennego z dniem 31 grudnia 1982[2].
- 27 grudnia – zmarł John Swigert, amerykański astronauta i polityk, uczestnik misji Apollo 13, kongresman-elekt[6].